# Voskresenske, Varva
Voskresenske (în ucraineană Воскресенське) este un sat în așezarea urbană Varva din regiunea Cernihiv, Ucraina.

## Demografie
Componența lingvistică a localității Voskresenske
     Ucraineană (98,68%)
     Rusă (1,32%)
Conform recensământului din 2001, majoritatea populației localității Voskresenske era vorbitoare de ucraineană (98,68%), existând în minoritate și vorbitori de rusă (1,32%).